# رقص شیر
رقص شیر(چینی:舞獅 ووشی) از کهنترین آئین‌های چینی و از رقص‌های سنتی فرهنگ چینی است. این رقص ریشه در هند و چین دارد. این رقص در نواحی جنوبی، عموماً نمادی از رفع بدیمنی و از بین بردن ارواح خبیثه، و در عین حال دعوت از ارواح کامیاری و توانگری است. این رقص عروسکها و آهنگ‌های ویژه خود را به همراه دارد.

## نگارخانه

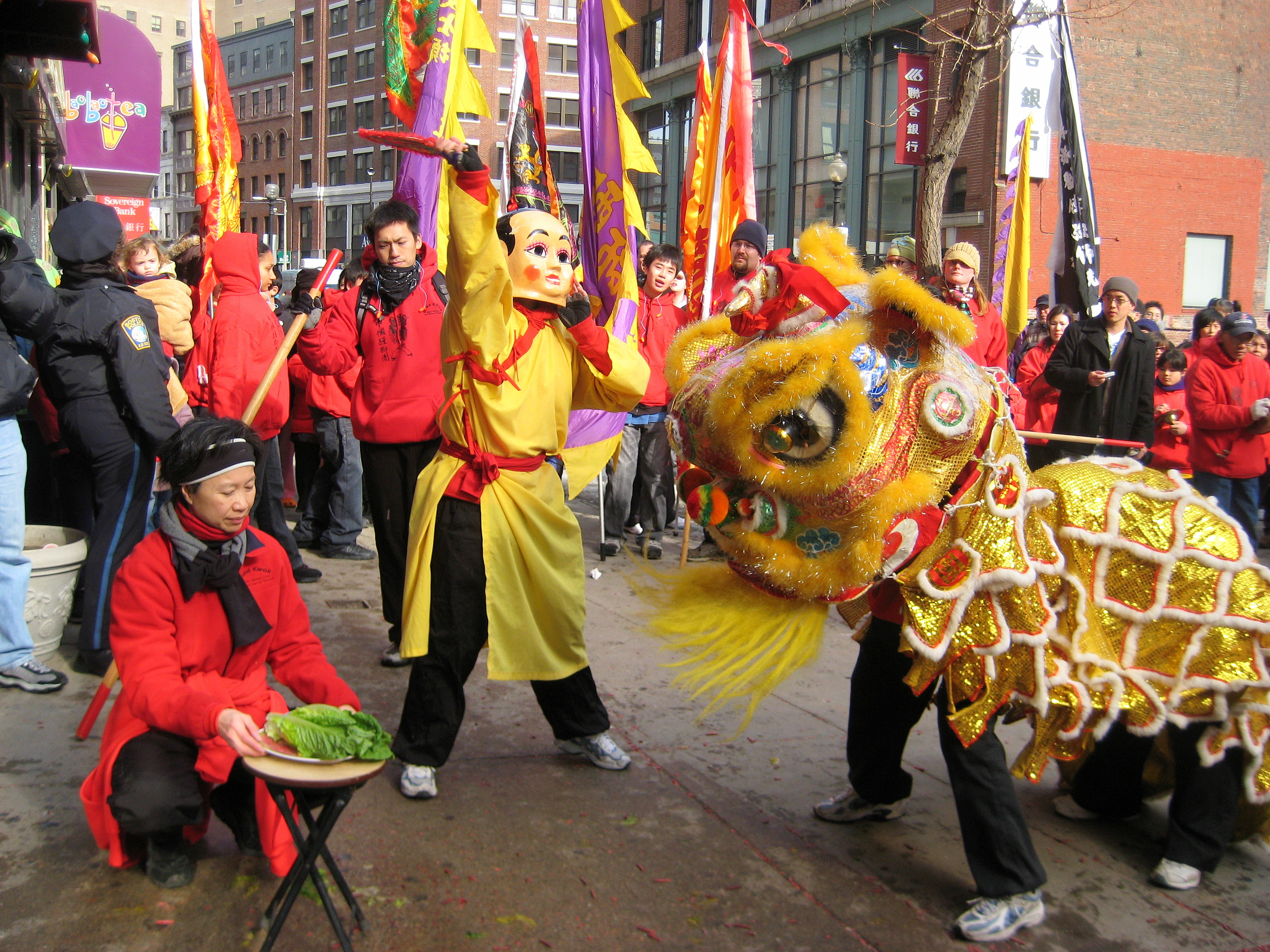
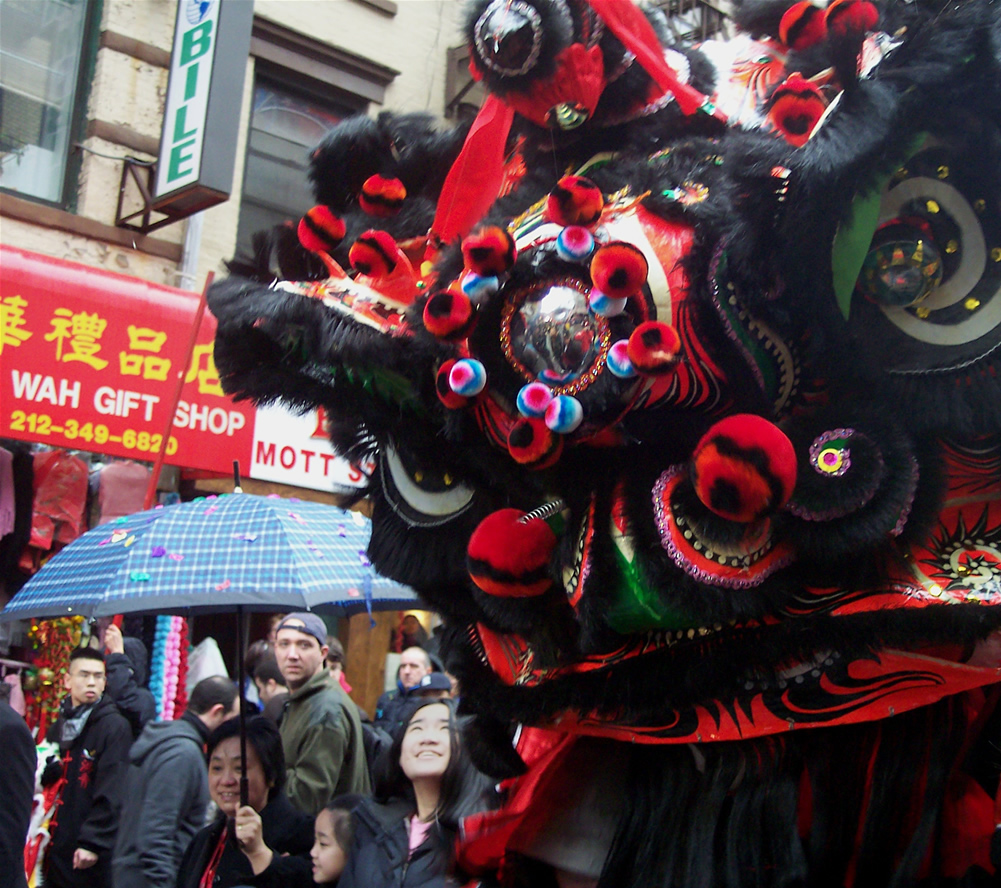
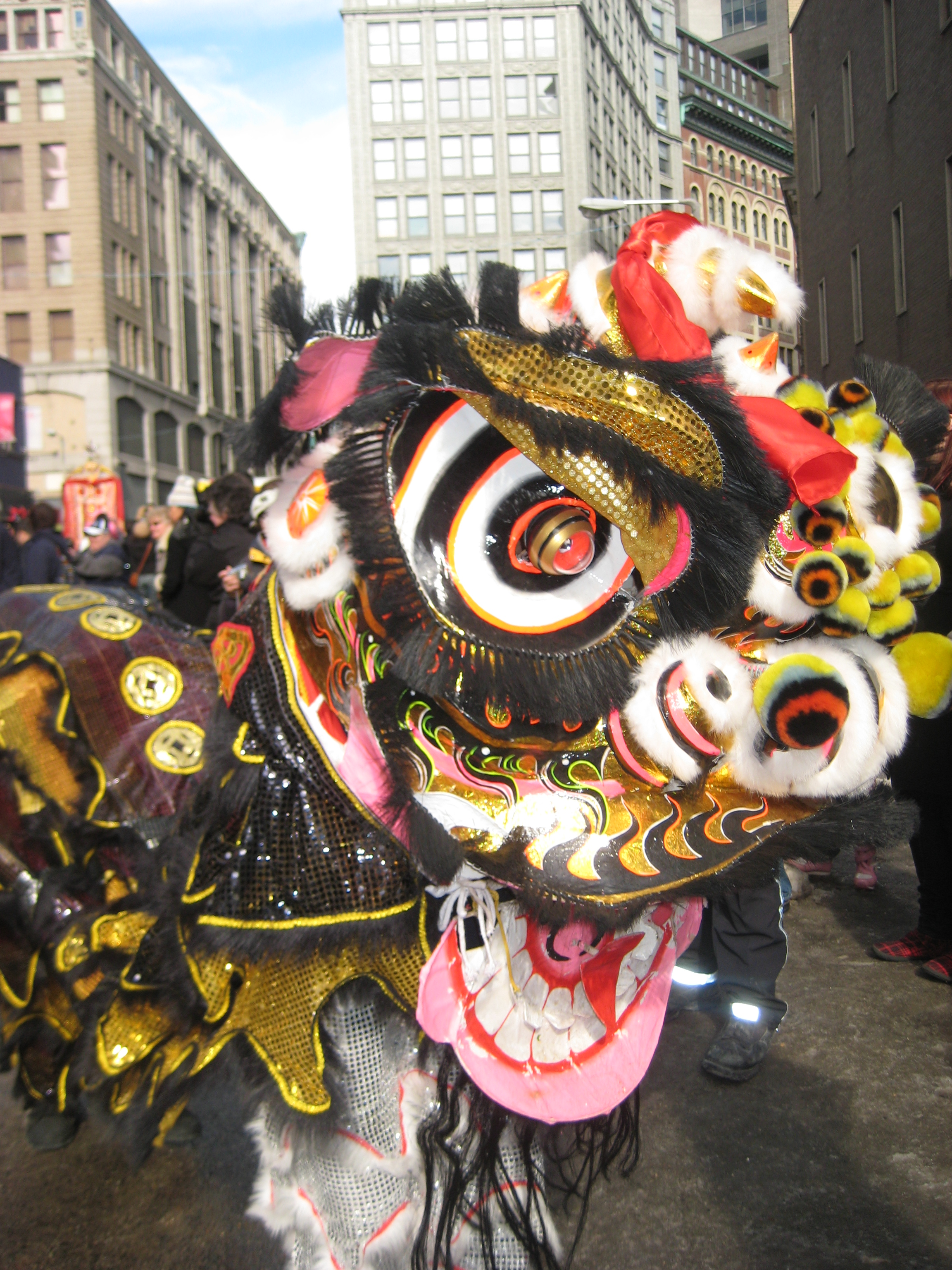
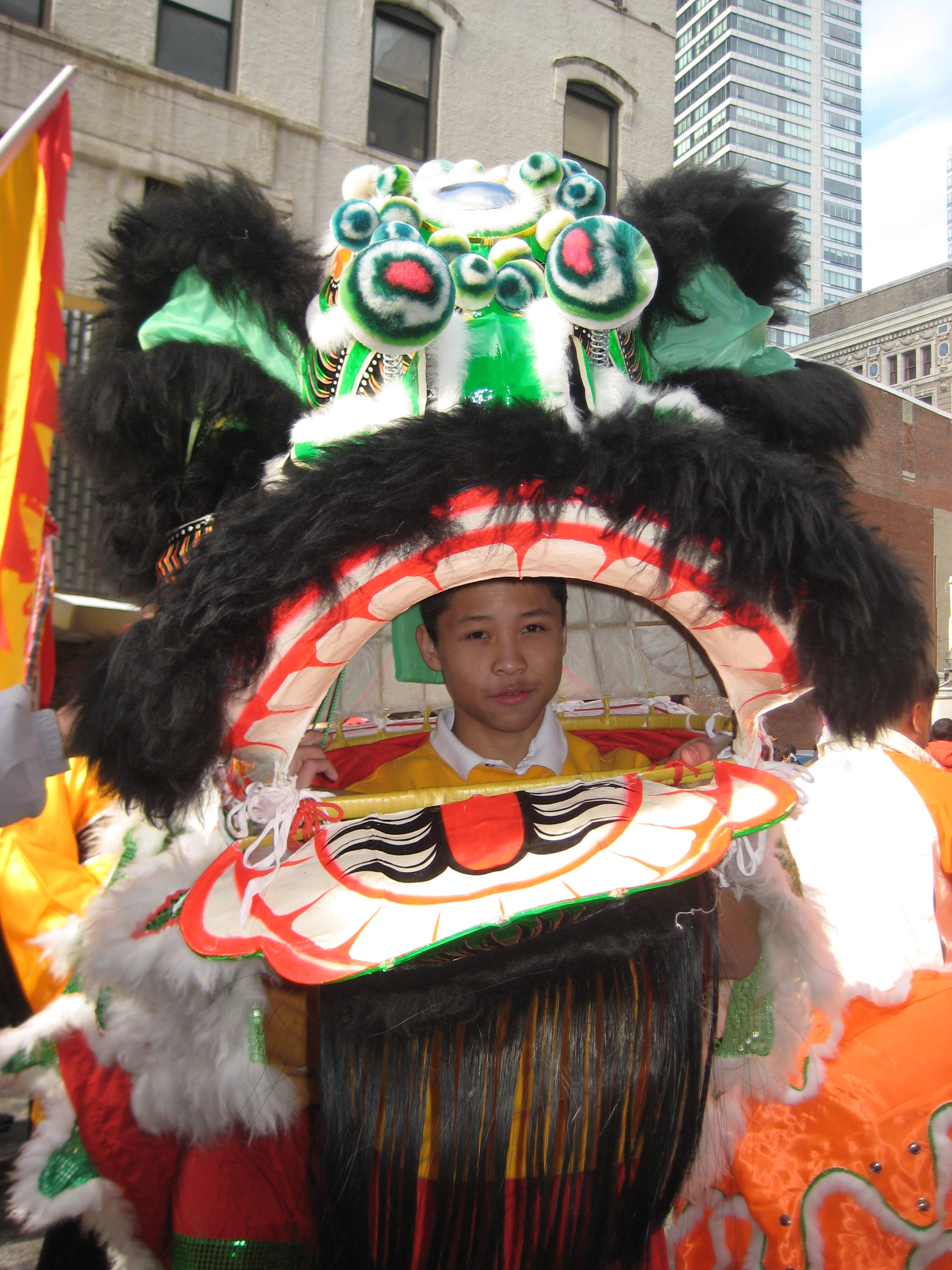
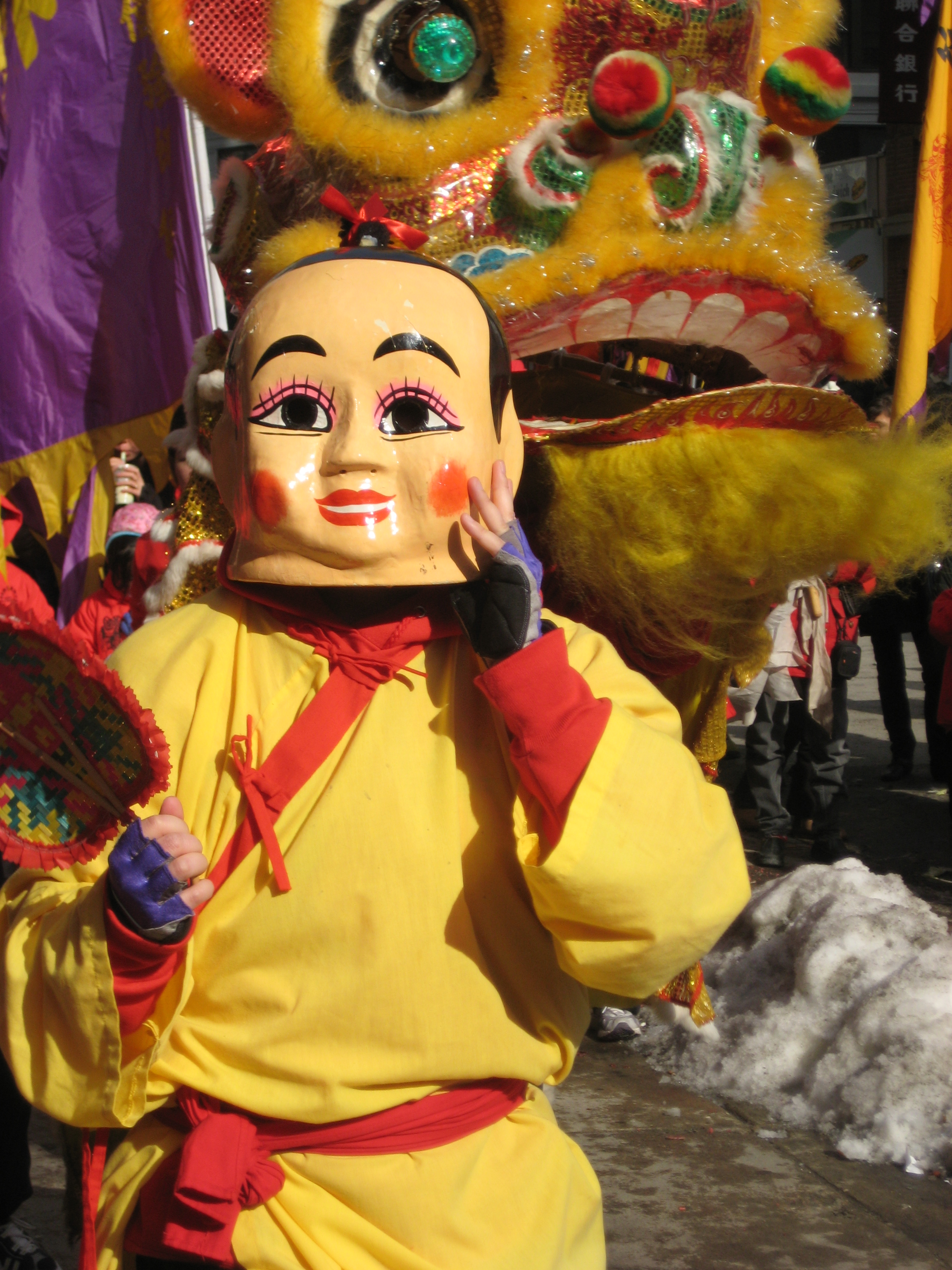
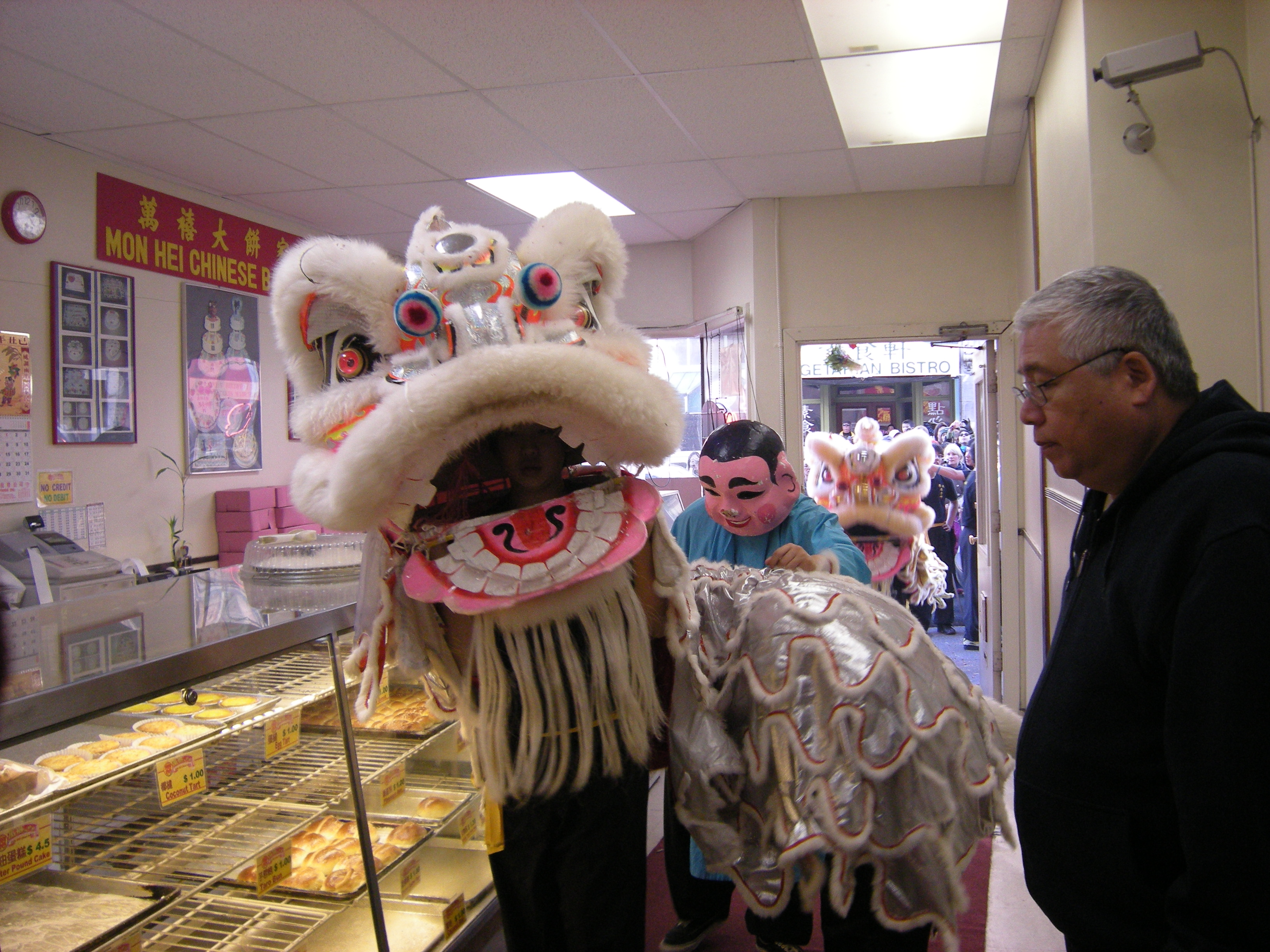
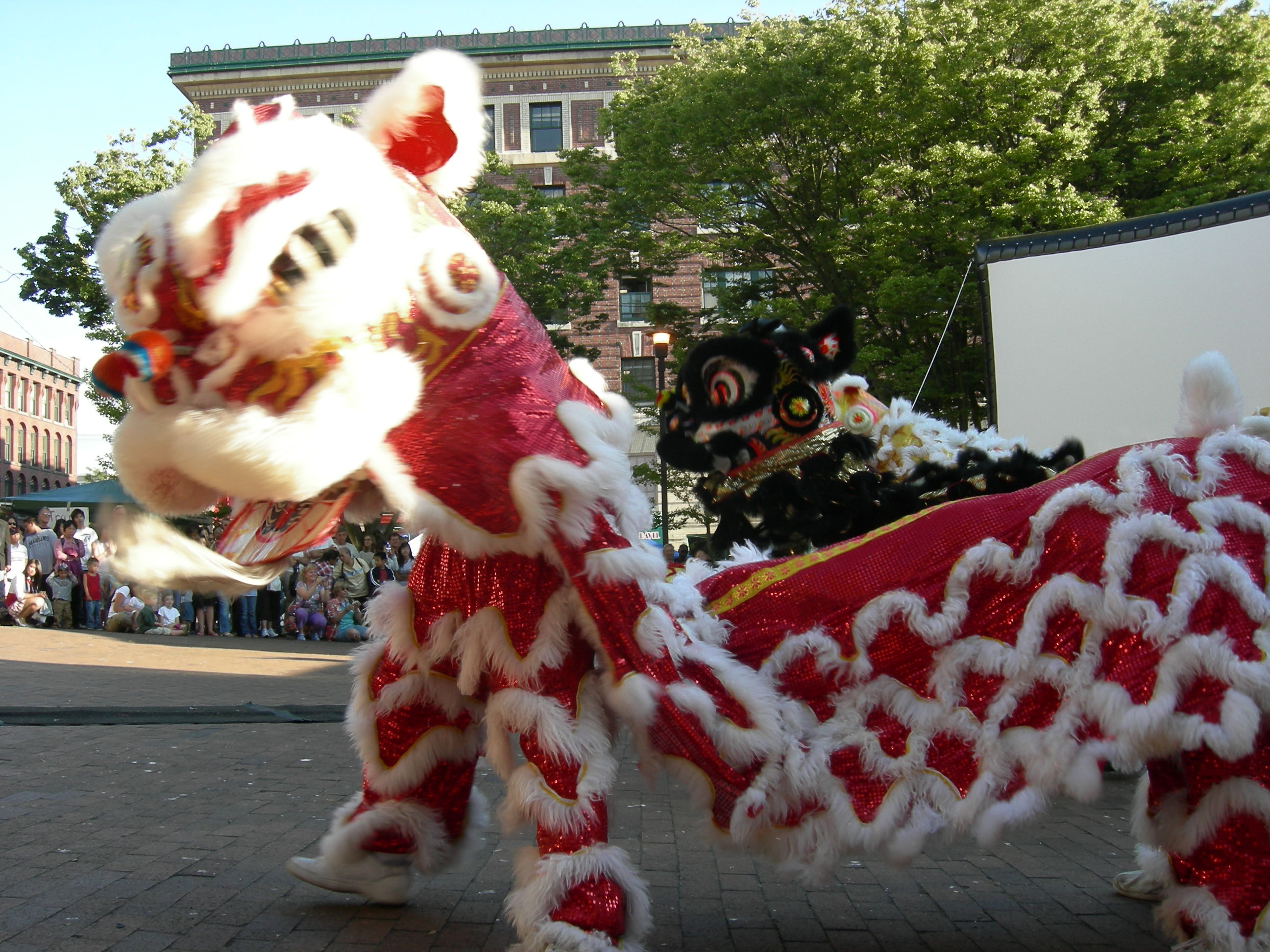
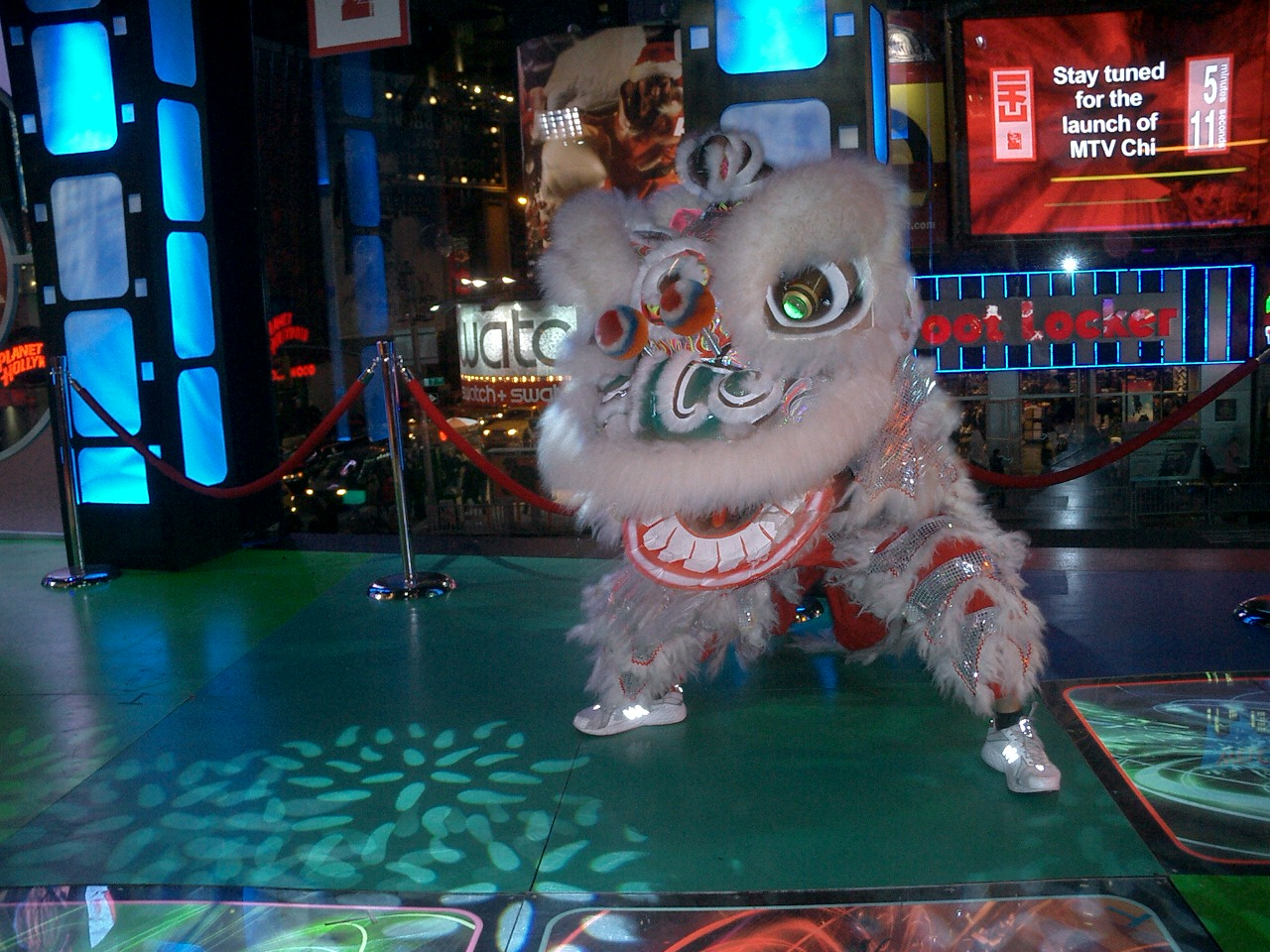
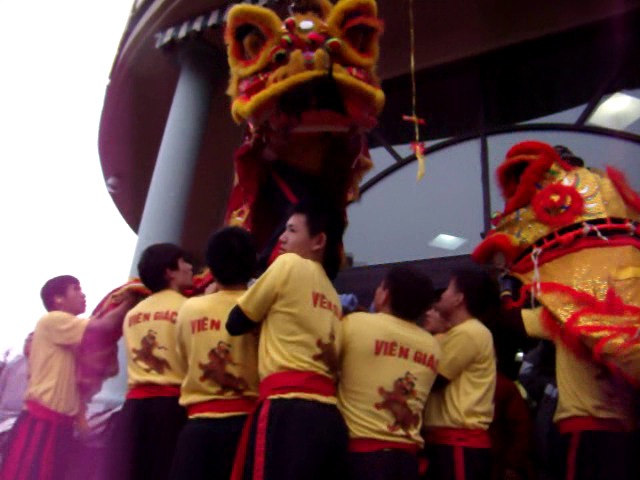
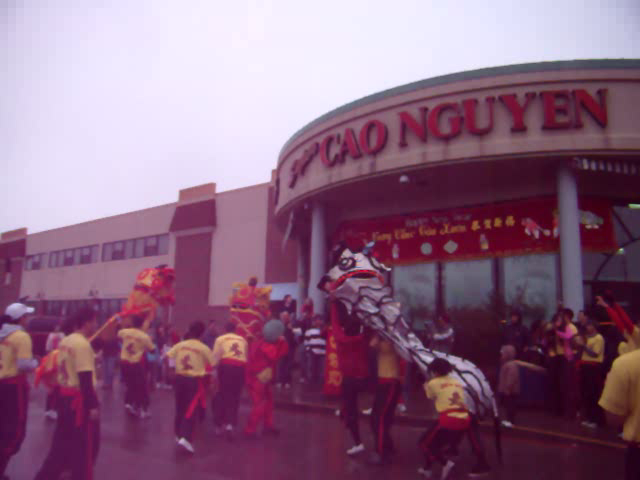
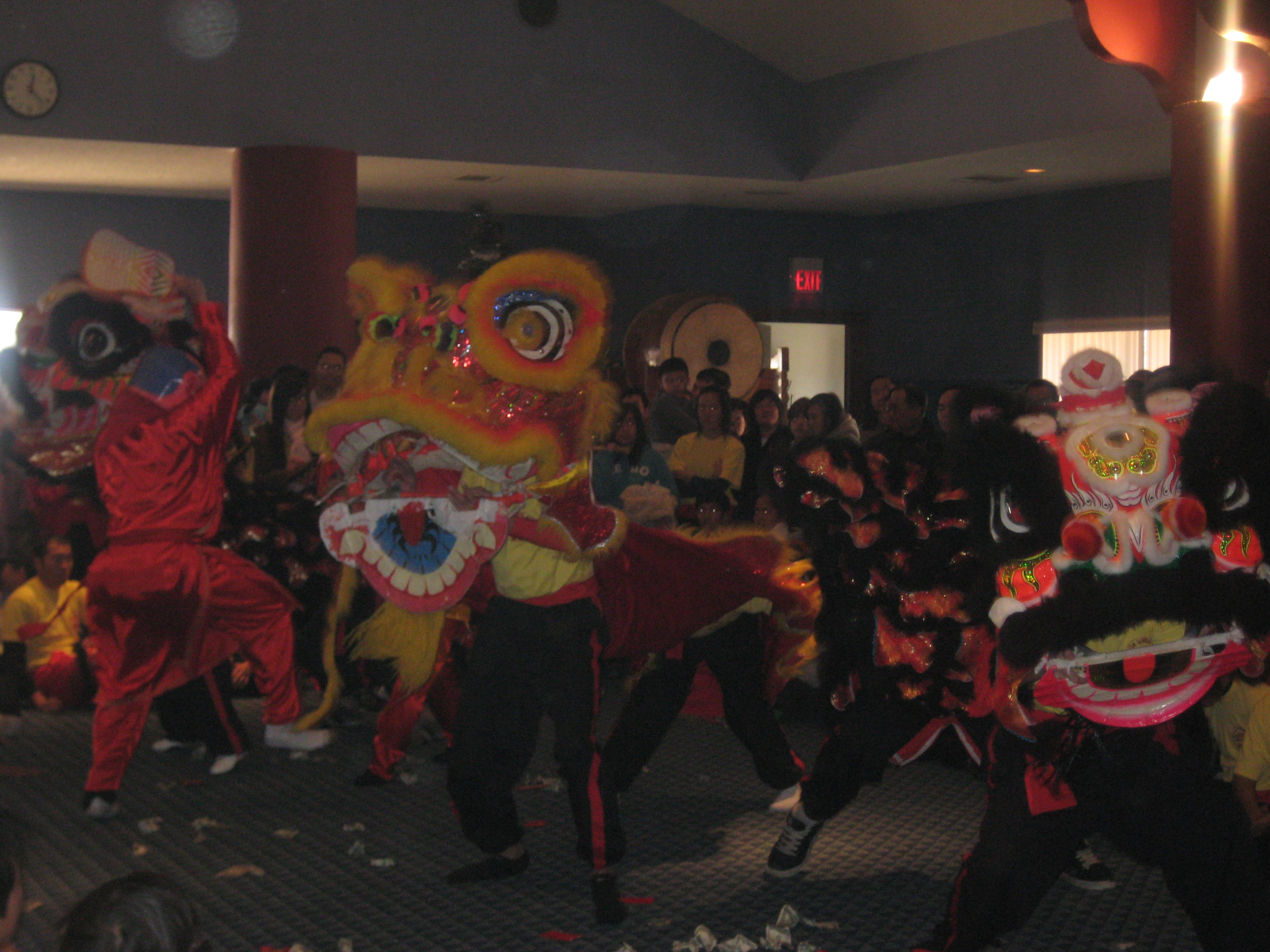
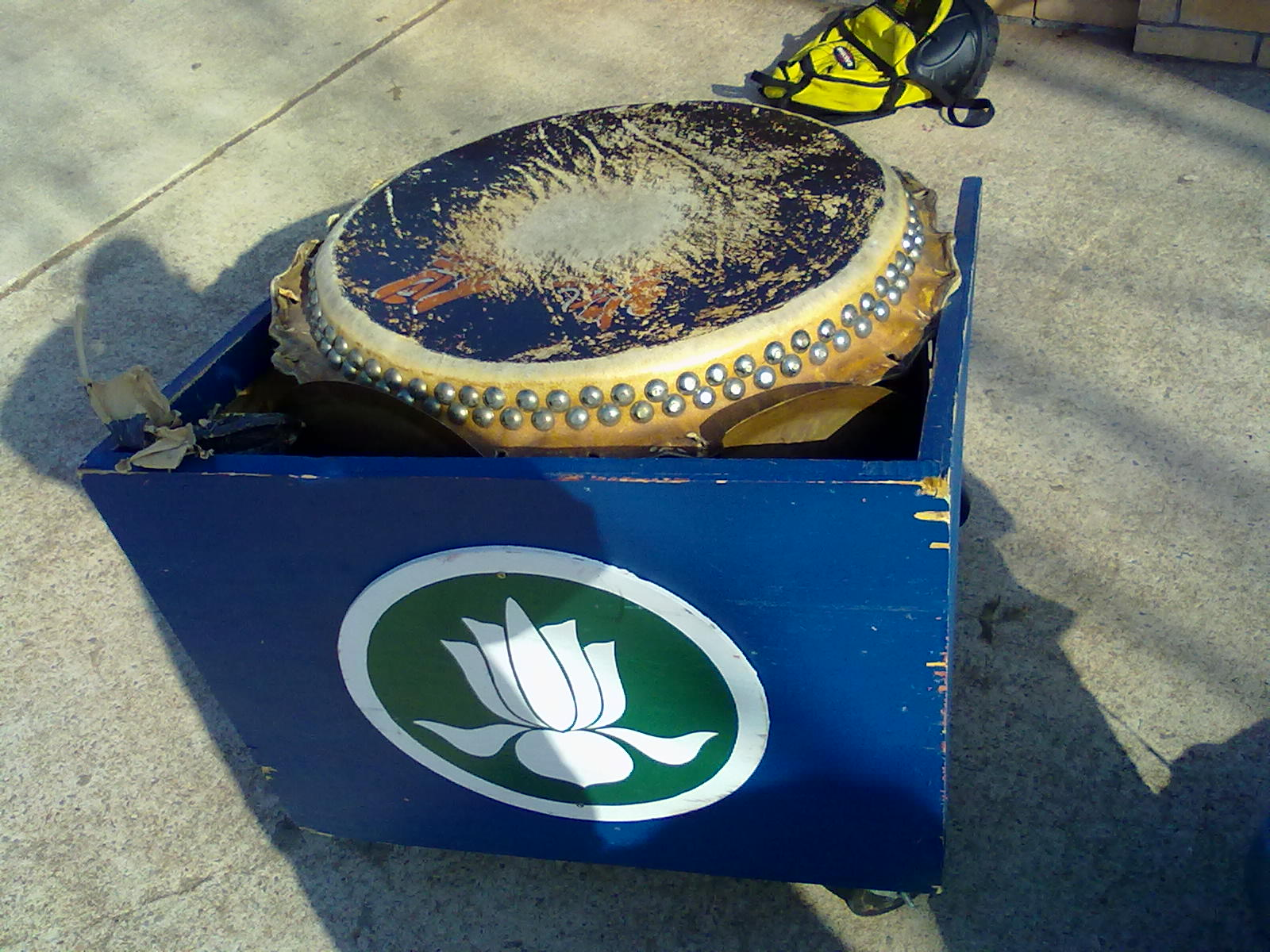